# Landkreis Aurich
Landkreis Aurich (Oost-Fries: Auerk) is een Landkreis in de Duitse deelstaat Nedersaksen. De Landkreis telt 190.178 inwoners (31 december 2020) op een oppervlakte van 1.287,35 km². Op 31 december 2020 had 6,03% van de inwoners een niet-Duits staatsburgerschap (11.465 niet-Duitsers) en hadden 735 inwoners het Nederlandse staatsburgerschap.
De kreis ligt in het uiterste noordwesten van Oost-Friesland en omvat onder andere de populaire Waddeneilanden Baltrum, Juist en Norderney. De kreisstadt is Aurich.
De Landkreis grenst aan (vanuit het noorden met de klok mee) de Noordzee, de landkreise Wittmund en Leer en de Kreisfreie Stadt Emden.

## Geschiedenis
De huidige Landkreis Aurich is gevormd in 1977 door de samenvoeging van het oude Aurich met de Landkreis Norden.

## Bestuurlijke indeling
In 2005 is in geheel Nedersaksen een nieuwe bestuursstructuur ingevoerd. Hierbij is voor de gemeenten het verschil tussen steden en (vrije) gemeente komen te vervallen. Deze worden thans aangeduid met eenheidsgemeente. Dit wil zeggen dat de betreffende gemeente alle gemeentelijke taken zelfstandig uitvoert. In Aurich liggen twee Samtgemeinden. Deze voeren voor respectievelijk 5 en 6 Mitgliedsgemeinden (letterlijk: deelnemende gemeenten) een aantal of alle gemeentelijke taken uit. De deelnemende gemeenten zijn vaak te klein of te dunbevolkt om alle gemeentelijke taken aan te kunnen (vooral financieel is dit een probleem). In de landkreis Aurich ligt ook één gemeentevrij gebied, een onbewoond Waddeneiland.

Ligging van de gemeenten in de Landkreis Aurich

| Eenheidsgemeenten | Eenheidsgemeenten |
| --- | --- |
| 1. Aurich (stad) 2. Baltrum (eiland en gemeente) 3. Dornum 4. Großefehn (hoofdplaats: Ostgroßefehn) 5. Großheide 6. Hinte 7. Ihlow (hoofdplaats: Ihlowerfehn) | 1. Juist (eiland en gemeente) 2. Krummhörn (hoofdplaats: Pewsum) 3. Norden (stad) 4. Norderney (eiland en gemeente) 5. Südbrookmerland (hoofdplaats: Victorbur) 6. Wiesmoor (stad) |

Samtgemeinde met de deelnemende gemeenten:
De hoofdplaats van een samtgemeinde is gemarkeerd met *
| - 1. Samtgemeinde Brookmerland 1. Leezdorf 2. Marienhafe* 3. Osteel 4. Rechtsupweg 5. Upgant-Schott 6. Wirdum | - 2. Samtgemeinde Hage 1. Berumbur 2. Hage* 3. Hagermarsch 4. Halbemond 5. Lütetsburg |

Gemeentevrij gebied
- Memmert (eiland, onbewoond)

## Politiek

### Samenstelling raad
Aurich is politiek gezien een SPD-bolwerk. In het verleden had die partij veelal een absolute meerderheid in de Kreistag. Bij de verkiezingen in 2006 ging deze verloren. De Kreistag heeft 58 gekozen leden en een rechtstreeks gekozen voorzitter (Landraad). De huidige samenstelling:
| Partij                       | 2011 | 2016 | 2021 |
| ---------------------------- | ---- | ---- | ---- |
| SPD                          | 26   | 23   | 24   |
| CDU                          | 14   | 14   | 13   |
| Freie Wähler Gemeinschaften* | 8    | 7    | 9    |
| Bündnis 90/Die Grünen        | 7    | 5    | 6    |
| FDP                          | 1    | 2    | 3    |
| Die Linke                    | 2    | 2    | 1    |
| AfD                          | -    | 4    | 2    |
| Onafhankelijke kandidaten    | -    | 1    | -    |

* Totaal diverse lokale Wählergruppen. 
De Landraad is sedert 2019 Olaf Meiner, (partijloos).

## Bevolkingsontwikkeling
| Datum      |               | Inwoners |       | Buitenlanders | Buitenlanders | Buitenlanders | Buitenlanders |
| Datum      | Totaal        | Inwoners | %     |               | Nederlanders  |               |               |
| ---------- | ------------- | -------- | ----- | ------------- | ------------- | ------------- | ------------- |
| 31.12.2022 |               | 192.072  |       |               |               |               |               |
| 31.12.2021 | 190.425       | 11.805   | 6,2%  | 725           |               |               |               |
| 31.12.2020 | 190.178       | 11.465   | 6,03% | 735           |               |               |               |
| 31.12.2019 | 189.694       | 11.480   | 6,05% | 730           |               |               |               |
| 31.12.2018 | 189.848       | 11.515   | 6,07% | 750           |               |               |               |
| 31.12.2017 | 189.949       | 11.200   | 5,9%  | 770           |               |               |               |
| 31.12.2016 | 190.066       | 11.055   | 5,82% | 810           |               |               |               |
| 31.12.2015 | 189.199       | 9.789    | 5,17% | 808           |               |               |               |
| 31.12.2014 | 187.998       | 7.903    | 4,2%  | 792           |               |               |               |
| 31.12.2013 | 187.058       | 6.589    | 3,52% | 790           |               |               |               |
| 31.12.2012 | 186.673       | 5.736    | 3,07% | 795           |               |               |               |
| 31.12.2011 | 186.713       | 5.469    | 2,93% | 812           |               |               |               |
| 31.12.2010 | 188.947       | 5.350    | 2,83% | 811           |               |               |               |
| 31.12.2009 | 188.973       | 5.110    | 2,7%  | 788           |               |               |               |
| 31.12.2008 | 189.381       | 5.158    | 2,72% | 747           |               |               |               |
| 31.12.2007 | 190.293       | 5.487    | 2,88% | 711           |               |               |               |
| 31.12.2006 | 190.252       | 5.511    | 2,9%  | 645           |               |               |               |
| 31.12.2005 | 190.128       | 5.338    | 2,81% | 582           |               |               |               |
| 31.12.2004 | 190.110       | 5.340    | 2,81% | 548           |               |               |               |
| 31.12.2003 | 189.652       | 5.559    | 2,93% | 535           |               |               |               |
| 31.12.2002 | 188.979       | 5.689    | 3,01% | 514           |               |               |               |
| 31.12.2001 | 188.363       | 5.704    | 3,03% | 513           |               |               |               |
| 31.12.2000 | 187.403       | 5.580    | 2,98% | 514           |               |               |               |
| 31.12.1999 | 186.024       | 5.722    | 3,08% | 505           |               |               |               |
| 31.12.1998 | 184.564       | 5.557    | 3,01% | 489           |               |               |               |
| 31.12.1997 | 182.991       | 5.419    | 2,96% | 477           |               |               |               |
| 31.12.1996 | 181.548       | 5.535    | 3,05% | 478           |               |               |               |
| 31.12.1995 | 180.118       | 5.396    | 3%    | 471           |               |               |               |
| 31.12.1994 | 178.391       | 4.958    | 2,78% | 448           |               |               |               |
| 31.12.1993 | 176.363       | 4.655    | 2,64% | 444           |               |               |               |
| 31.12.1992 | 174.521       | 4.087    | 2,34% | 434           |               |               |               |
| 31.12.1991 | 172.314       | 3.344    | 1,94% | 440           |               |               |               |
| 31.12.1990 | 170.521       | 2.760    | 1,62% | 433           |               |               |               |
| 31.12.1989 | 168.653       |          |       |               |               |               |               |
| 31.12.1988 | 167.853       |          |       |               |               |               |               |
| 31.12.1987 | 168.074       | 2.007    | 1,19% |               |               |               |               |
| 31.12.1986 | 169.235       | 1.992    | 1,18% |               |               |               |               |
| 31.12.1985 | 169.331       | 1.795    | 1,06% |               |               |               |               |
| 31.12.1984 | 169.580       | 1.742    | 1,03% |               |               |               |               |
| 31.12.1983 | 169.283       | 1.704    | 1,01% |               |               |               |               |
| 31.12.1982 | 168.538       | 1.794    | 1,06% |               |               |               |               |
| 31.12.1981 | 167.971       | 1.743    | 1,04% |               |               |               |               |
| 31.12.1980 | 167.422       | 1.624    | 0,97% |               |               |               |               |
| 31.12.1979 | 166.405       | 1.400    | 0,84% |               |               |               |               |
| 31.12.1978 | 165.787       | 1.113    | 0,67% |               |               |               |               |
| 31.12.1977 | 165.291       |          |       |               |               |               |               |
| 31.12.1976 | 164.825       |          |       |               |               |               |               |
| 31.12.1975 | 164.523       |          |       |               |               |               |               |
| 31.12.1974 | 164.160       |          |       |               |               |               |               |
| 31.12.1973 | 163.351       |          |       |               |               |               |               |
| 31.12.1972 | 162.753       |          |       |               |               |               |               |
| 31.12.1971 | 161.755       |          |       |               |               |               |               |
| 31.12.1970 | 160.302       |          |       |               |               |               |               |
| 31.12.1969 | 160.551       |          |       |               |               |               |               |
| 31.12.1968 | 159.051       |          |       |               |               |               |               |
| Datum      |               | Inwoners |       | Totaal        | %             |               | Nederlanders  |
| Datum      | Buitenlanders | Inwoners |       |               |               |               |               |

1. 1 2  Vanwege geheimhoudingsredenen (§ 16 Bundesstatistikgesetz) worden de statistieken van buitenlanders vanaf 2016 alleen nog maar afgerond weergegeven (veelvoud van vijf).